# Сірка (мінерал)
Сірка - частина назви ряду мінералів. 
Розрізняють: 
- сірку аморфну (аморфний мінерал складу S. Зазвичай містить домішки кристалічної сірки);
- сірку арсенисту (суміш сірки з реальґаром);
- сірку золотисту (кермезит — оксисульфід стибію Sb2S2O; вторинний мінерал стибієвих родовищ);
- сірку перламутрову (γ-сірка);
- сірку пластинчасту (сірка аморфна); сірку рідку (сірка, яка утворює лавові потоки, наприклад, спостерігалася під час виверження вулканів у Японії, а також у вигляді крапель);
- сірку ромбічну (звичайна природна сірка ромбічної сингонії);
- сірку рубінову (реальґар);
- сірку селенисту (різновид сірки яка містить до 5,18 % Se. Знайдена на о. Вулкано (Ліпарські острови), Італія; Кілауеа, Гавайські острови);
- сірку селенову (сірка селениста);
- сірку телуристу (оранжева вулканічна сірка, яка містить у %: Te — 0,17; Se — 0,06; As — 0,01);
- сірку чорну (тригональна поліморфна модифікація сірки, одержана штучно);
- α-сірку (сірка ромбічна);
- β-сірку (моноклінна модифікація сірки, стійка вище 95,6 °С);
- γ-сірку (моноклінна модифікація сірки самородної;
- δ-сірку (штучна поліморфна моноклінна модифікація сірки);
- ε-сірку (штучна тригональна модифікація сірки);
- ζ-сірку (сірка чорна);
- μ-сірку (сірка аморфна).

Крім того, розрізняють:
- сульфурит (1. β-сірка; 2. Сірка аморфна),
- сульфурицин або сульфурицит (пористий опал, насичений сірчаною кислотою та вуглецевими сполуками), сульфуросит (природний SO2).